# Red River Rivalry
Le Red River Rivalry (aussi dénommé Red River Shootout ou Red River Showdown) est le nom donné à la célèbre rivalité dans le football américain universitaire, opposant les équipes des Longhorns de l'Université du Texas à Austin et des Sooners de l'Université de l'Oklahoma,.
Depuis 1932, la rencontre se joue sur terrain neutre au Cotton Bowl à l'intérieur de Fair Park à Dallas dans l'État du Texas. Depuis 1934, le match se joue chaque année le deuxième samedi d'octobre (généralement à l'occasion de la foire de l'État du Texas), bien qu'il puisse parfois avoir lieu le premier samedi.
Cette rivalité tire son nom de la Red River formant la frontière naturelle entre les États de l'Oklahoma et du Texas. Il n'est pas remis en jeu si les deux équipes se rencontrent une deuxième fois au cours de la même saison lors d'une éventuelle finale de conférence ou lors d'un éventuel match du College Football Playoff.

## Histoire
Le premier match de la série a lieu en 1900, alors que l'Oklahoma était encore un territoire (non reconnu en tant qu'État).
Le match s'est appelé Red River Shootout jusqu'au 100e match en 2005, lorsque, sponsorisé par SBC Communications, il a été officiellement renommé SBC Red River Rivalry. Le terme Shootout a été remplacé afin de ne pas véhiculer une attitude de tolérance envers la violence armée. L'année suivante, avec l'achat de SBS par la société AT&T Corporation, le match est rebaptisé A&T Red River Rivalry. Il est renommé à nouveau en 2014 en AT&T Red River Showdown avant que la société d'assurance Allstate n'obtienne les droits de dénomination en 2023 et ne change le nom du match en Allstate Red River Rivalry. Les termes Red River Shootout et Red River Showdown  se sont appliques également aux rencontres entre les deux université pour tous les autres sports.
En 2005, le Dallas Morning News a demandé aux 119 entraîneurs de la NCAA Division I FBS d'identifier le match de rivalité le plus important du football américain universitaire. La rivalité de la Red River s'est classée troisième, derrière celles de Michigan-Ohio State et d'Army-Navy.
Trois autres rivalités dans le football américain universitaire se jouent sur des terrains neutres :
- La rivalité Florida-Georgia (en) ;
- L'Army-Navy Game ;
- Le Southwest Classic (en) opposant Arkansas et Texas A&M.

## Trophée
Le vainqueur du match de saison régulière reçoit depuis la saison 1941, le trophée dénommé Golden Hat composé d'un chapeau de cow-boy doré de dix gallons autrefois fabriqué en bronze monté sur un large socle en bois,. Le trophée est conservé par le département des sports de l'université gagnante jusqu'au match suivant.

## Palmarès
Le classement des équipes dans les tableaux ci-dessous est celui de l'Associated Press avant la saison 2014 et celui du comité du College Football Playoff depuis 2014.
| 64 victoires de Texas          | 51 victoires d'Oklahoma  | 5 nuls                   |
| Plus large victoire            | Texas, 59–0 (1915)       | Texas, 59–0 (1915)       |
| Plus longue série sans défaite | Texas, 28 (1966–1993)    | Texas, 28 (1966–1993)    |
| Série en cours sans défaite    | Texas, 16 (1995–présent) | Texas, 16 (1995–présent) |

| N° | Date             | Lieu          | Vainqueur       | Score | Perdant         |
| -- | ---------------- | ------------- | --------------- | ----- | --------------- |
| 1  | 10 octobre 1900  | Austin        | Texas           | 28–2  | Oklahoma        |
| 2  | 19 octobre 1901  | Austin        | Texas           | 12–6  | Oklahoma        |
| 3  | 25 novembre 1901 | Norman        | Texas           | 11–0  | Oklahoma        |
| 4  | 8 octobre 1902   | Austin        | Texas           | 22–6  | Oklahoma        |
| 5  | 17 octobre 1903  | Austin        | Nul             | 6–6   | Nul             |
| 6  | 13 novembre 1903 | Oklahoma City | Texas           | 11–5  | Oklahoma        |
| 7  | 12 novembre 1904 | Austin        | Texas           | 40–10 | Oklahoma        |
| 8  | 3 novembre 1905  | Oklahoma City | Oklahoma        | 2–0   | Texas           |
| 9  | 2 novembre 1906  | Oklahoma City | Texas           | 10–9  | Oklahoma        |
| 10 | 15 novembre 1907 | Austin        | Texas           | 29–10 | Oklahoma        |
| 11 | 13 novembre 1908 | Norman        | Oklahoma        | 50–0  | Texas           |
| 12 | 19 novembre 1909 | Austin        | Texas           | 30–0  | Oklahoma        |
| 13 | 24 novembre 1910 | Austin        | Oklahoma        | 3–0   | Texas           |
| 14 | 25 novembre 1911 | Austin        | Oklahoma        | 6–3   | Texas           |
| 15 | 19 octobre 1912  | Dallas        | Oklahoma        | 21–6  | Texas           |
| 16 | 10 novembre 1913 | Houston       | Texas           | 14–6  | Oklahoma        |
| 17 | 24 octobre 1914  | Dallas        | Texas           | 32–7  | Oklahoma        |
| 18 | 23 octobre 1915  | Dallas        | Oklahoma        | 14–13 | Texas           |
| 19 | 21 octobre 1916  | Dallas        | Texas           | 21–7  | Oklahoma        |
| 20 | 20 octobre 1917  | Dallas        | Oklahoma        | 14–0  | Texas           |
| 21 | 18 octobre 1919  | Dallas        | Oklahoma        | 12–7  | Texas           |
| 22 | 18 novembre 1922 | Norman        | Texas           | 32–7  | Oklahoma        |
| 23 | 17 novembre 1923 | Austin        | Texas           | 26–14 | Oklahoma        |
| 24 | 19 octobre 1929  | Dallas        | Texas           | 21–0  | Oklahoma        |
| 25 | 18 octobre 1930  | Dallas        | Texas           | 17–7  | Oklahoma        |
| 26 | 17 octobre 1931  | Dallas        | Texas           | 3–0   | Oklahoma        |
| 27 | 15 octobre 1932  | Dallas        | Texas           | 17–10 | Oklahoma        |
| 28 | 14 octobre 1933  | Dallas        | Oklahoma        | 9–0   | Texas           |
| 29 | 13 octobre 1934  | Dallas        | Texas           | 19–0  | Oklahoma        |
| 30 | 12 octobre 1935  | Dallas        | Texas           | 12–7  | Oklahoma        |
| 31 | 10 octobre 1936  | Dallas        | Texas           | 6–0   | Oklahoma        |
| 32 | 9 octobre 1937   | Dallas        | Nul             | 7–7   | Nul             |
| 33 | 8 octobre 1938   | Dallas        | No. 14 Oklahoma | 13–0  | Texas           |
| 34 | 14 octobre 1939  | Dallas        | No. 3 Oklahoma  | 24–12 | Texas           |
| 35 | 12 octobre 1940  | Dallas        | Texas           | 19–16 | Oklahoma        |
| 36 | 11 octobre 1941  | Dallas        | Texas           | 40–7  | Oklahoma        |
| 37 | 10 octobre 1942  | Dallas        | Texas           | 7–0   | Oklahoma        |
| 38 | 9 octobre 1943   | Dallas        | Texas           | 13–7  | Oklahoma        |
| 39 | 14 octobre 1944  | Dallas        | Texas           | 20–0  | Oklahoma        |
| 40 | 13 octobre 1945  | Dallas        | No. 10 Texas    | 12–7  | Oklahoma        |
| 41 | 12 octobre 1946  | Dallas        | No. 1 Texas     | 20–13 | Oklahoma        |
| 42 | 11 octobre 1947  | Dallas        | No. 3 Texas     | 34–14 | No. 15 Oklahoma |
| 43 | 9 octobre 1948   | Dallas        | No. 16 Oklahoma | 20–14 | Texas           |
| 44 | 8 octobre 1949   | Dallas        | No. 3 Oklahoma  | 20–14 | No. 12 Texas    |
| 45 | 14 octobre 1950  | Dallas        | No. 3 Oklahoma  | 14–13 | No. 4 Texas     |
| 46 | 13 octobre 1951  | Dallas        | No. 6 Texas     | 9–7   | No. 11 Oklahoma |
| 47 | 11 octobre 1952  | Dallas        | No. 12 Oklahoma | 49–20 | Texas           |
| 48 | 10 octobre 1953  | Dallas        | No. 16 Oklahoma | 19–14 | No. 15 Texas    |
| 49 | 9 octobre 1954   | Dallas        | No. 1 Oklahoma  | 14–7  | No. 15 Texas    |
| 50 | 8 octobre 1955   | Dallas        | No. 3 Oklahoma  | 20–0  | Texas           |
| 51 | 13 octobre 1956  | Dallas        | No. 1 Oklahoma  | 45–0  | Texas           |
| 52 | 12 octobre 1957  | Dallas        | No. 1 Oklahoma  | 21–7  | Texas           |
| 53 | 11 octobre 1958  | Dallas        | No. 16 Texas    | 15–14 | No. 2 Oklahoma  |
| 54 | 10 octobre 1959  | Dallas        | No. 4 Texas     | 19–12 | No. 13 Oklahoma |
| 55 | 8 octobre 1960   | Dallas        | No. 15 Texas    | 24–0  | Oklahoma        |
| 56 | 14 octobre 1961  | Dallas        | No. 4 Texas     | 28–7  | Oklahoma        |
| 57 | 13 octobre 1962  | Dallas        | No. 2 Texas     | 9–6   | Oklahoma        |
| 58 | 12 octobre 1963  | Dallas        | No. 2 Texas     | 28–7  | No. 1 Oklahoma  |
| 59 | 10 octobre 1964  | Dallas        | No. 1 Texas     | 28–7  | Oklahoma        |
| 60 | 9 octobre 1965   | Dallas        | No. 1 Texas     | 19–0  | Oklahoma        |
| 61 | 8 octobre 1966   | Dallas        | Oklahoma        | 18–9  | Texas           |
| 62 | 14 octobre 1967  | Dallas        | Texas           | 9–7   | Oklahoma        |
| 63 | 12 octobre 1968  | Dallas        | Texas           | 26–20 | Oklahoma        |
| 64 | 11 octobre 1969  | Dallas        | No. 2 Texas     | 27–17 | No. 8 Oklahoma  |
| 65 | 10 octobre 1970  | Dallas        | No. 2 Texas     | 41–9  | Oklahoma        |

| No. | Date              | Lieu      | Vainqueur       | Score     | Perdant         |
| --- | ----------------- | --------- | --------------- | --------- | --------------- |
| 66  | 9 octobre 1971    | Dallas    | No. 4 Oklahoma  | 48–27     | No. 3 Texas     |
| 67  | 14 octobre 1972   | Dallas    | No. 2 Oklahoma  | 27–0      | No. 2 Texas     |
| 68  | 13 octobre 1973   | Dallas    | No. 6 Oklahoma  | 52–13     | No. 13 Texas    |
| 69  | 12 octobre 1974   | Dallas    | No. 2 Oklahoma  | 16–13     | No. 17 Texas    |
| 70  | 11 octobre 1975   | Dallas    | No. 2 Oklahoma  | 24–17     | No. 5 Texas     |
| 71  | 9 octobre 1976    | Dallas    | Nul             | 6–6       | Nul             |
| 72  | 8 octobre 1977    | Dallas    | No. 5 Texas     | 13–6      | No. 2 Oklahoma  |
| 73  | 7 octobre 1978    | Dallas    | No. 1 Oklahoma  | 31–10     | No. 6 Texas     |
| 74  | 13 octobre 1979   | Dallas    | No. 4 Texas     | 16–7      | No. 3 Oklahoma  |
| 75  | 11 octobre 1980   | Dallas    | No. 3 Texas     | 20–13     | No. 12 Oklahoma |
| 76  | 10 octobre 1981   | Dallas    | No. 3 Texas     | 34–14     | No. 10 Oklahoma |
| 77  | 9 octobre 1982    | Dallas    | Oklahoma        | 28–22     | No. 13 Texas    |
| 78  | 8 octobre 1983    | Dallas    | No. 2 Texas     | 28–16     | No. 8 Oklahoma  |
| 79  | 13 octobre 1984   | Dallas    | Nul             | 15–15     | Nul             |
| 80  | 12 octobre 1985   | Dallas    | No. 2 Oklahoma  | 14–7      | No. 7 Texas     |
| 81  | 11 octobre 1986   | Dallas    | No. 6 Oklahoma  | 47–12     | Texas           |
| 82  | 10 octobre 1987   | Dallas    | No. 1 Oklahoma  | 44–9      | Texas           |
| 83  | 8 octobre 1988    | Dallas    | No. 10 Oklahoma | 28–13     | Texas           |
| 84  | 14 octobre 1989   | Dallas    | Texas           | 28–24     | No. 15 Oklahoma |
| 85  | 13 octobre 1990   | Dallas    | Texas           | 14–13     | No. 4 Oklahoma  |
| 86  | 12 octobre 1991   | Dallas    | Texas           | 10–7      | No. 6 Oklahoma  |
| 87  | 10 octobre 1992   | Dallas    | Texas           | 34–24     | No. 16 Oklahoma |
| 88  | 9 octobre 1993    | Dallas    | No. 10 Oklahoma | 38–17     | Texas           |
| 89  | 8 octobre 1994    | Dallas    | No. 15 Texas    | 17–10     | No. 16 Oklahoma |
| 90  | 14 octobre 1995   | Dallas    | Nul             | 24–24     | Nul             |
| 91  | 12 octobre 1996   | Dallas    | Oklahoma        | 30–27 PR  | No. 25 Texas    |
| 92  | 11 octobre 1997   | Dallas    | Texas           | 27–24     | Oklahoma        |
| 93  | 10 octobre 1998   | Dallas    | Texas           | 34–3      | Oklahoma        |
| 94  | 9 octobre 1999    | Dallas    | No. 23 Texas    | 38–28     | Oklahoma        |
| 95  | 7 octobre 2000    | Dallas    | No. 10 Oklahoma | 63–14     | No. 11 Texas    |
| 96  | 6 octobre 2001    | Dallas    | No. 3 Oklahoma  | 14–3      | No. 5 Texas     |
| 97  | 12 octobre 2002   | Dallas    | No. 2 Oklahoma  | 35–24     | No. 3 Texas     |
| 98  | 11 octobre 2003   | Dallas    | No. 1 Oklahoma  | 65–13     | No. 11 Texas    |
| 99  | 9 octobre 2004    | Dallas    | No. 2 Oklahoma  | 12–0      | No. 5 Texas     |
| 100 | 8 octobre 2005    | Dallas    | No. 2 Texas     | 45–12     | Oklahoma        |
| 101 | 7 octobre 2006    | Dallas    | No. 7 Texas     | 28–10     | No. 14 Oklahoma |
| 102 | 6 octobre 2007    | Dallas    | No. 10 Oklahoma | 28–21     | No. 19 Texas    |
| 103 | 11 octobre 2008   | Dallas    | No. 5 Texas     | 45–35     | No. 1 Oklahoma  |
| 104 | 17 octobre 2009   | Dallas    | No. 3 Texas     | 16–13     | No. 20 Oklahoma |
| 105 | 2 octobre 2010    | Dallas    | No. 8 Oklahoma  | 28–20     | No. 21 Texas    |
| 106 | 8 octobre 2011    | Dallas    | No. 3 Oklahoma  | 55–17     | No. 11 Texas    |
| 107 | 13 octobre 2012   | Dallas    | No. 15 Oklahoma | 63–21     | No. 7 Texas     |
| 108 | 12 octobre 2013   | Dallas    | Texas           | 36–20     | No. 12 Oklahoma |
| 109 | 11 octobre 2014   | Dallas    | No. 11 Oklahoma | 31–26     | Texas           |
| 110 | 10 octobre 2015   | Dallas    | Texas           | 24–17     | No. 10 Oklahoma |
| 111 | 8 octobre 2016    | Dallas    | No. 20 Oklahoma | 45–40     | Texas           |
| 112 | 14 octobre 2017   | Dallas    | No. 12 Oklahoma | 29–24     | Texas           |
| 113 | 6 octobre 2018    | Dallas    | No. 19 Texas    | 48–45     | No. 7 Oklahoma  |
| 114 | 1er décembre 2018 | Arlington | No. 5 Oklahoma  | 39–27     | No. 14 Texas    |
| 115 | 12 octobre 2019   | Dallas    | No. 6 Oklahoma  | 34–27     | No. 11 Texas    |
| 116 | 10 octobre 2020   | Dallas    | Oklahoma        | 53–45 4PR | No. 22 Texas    |
| 117 | 9 octobre 2021    | Dallas    | No. 6 Oklahoma  | 55–48     | No. 21 Texas    |
| 118 | 8 octobre 2022    | Dallas    | Texas           | 49–0      | Oklahoma        |
| 119 | 7 octobre 2023    | Dallas    | No. 12 Oklahoma | 34–30     | No. 3 Texas     |
| 120 | 12 octobre 2024   | Dallas    | No. 1 Texas     | 34–3      | No. 18 Oklahoma |

1. ↑  Finale de conférence de la Big 12

## Galerie

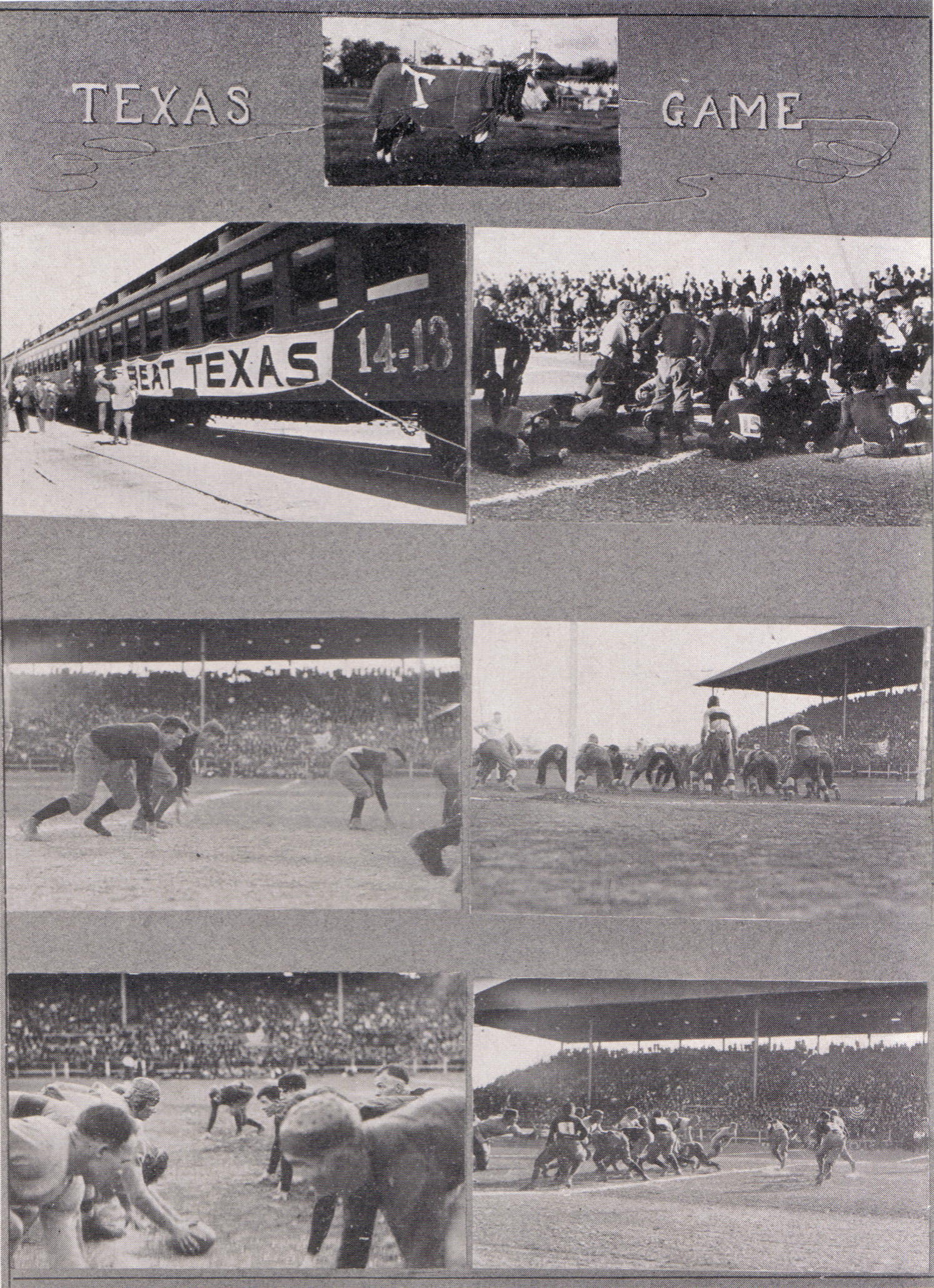
Une page tirée de l'annuaire 2016 des Sooners de l'Oklahoma se rapportant au match de rivalité 1915
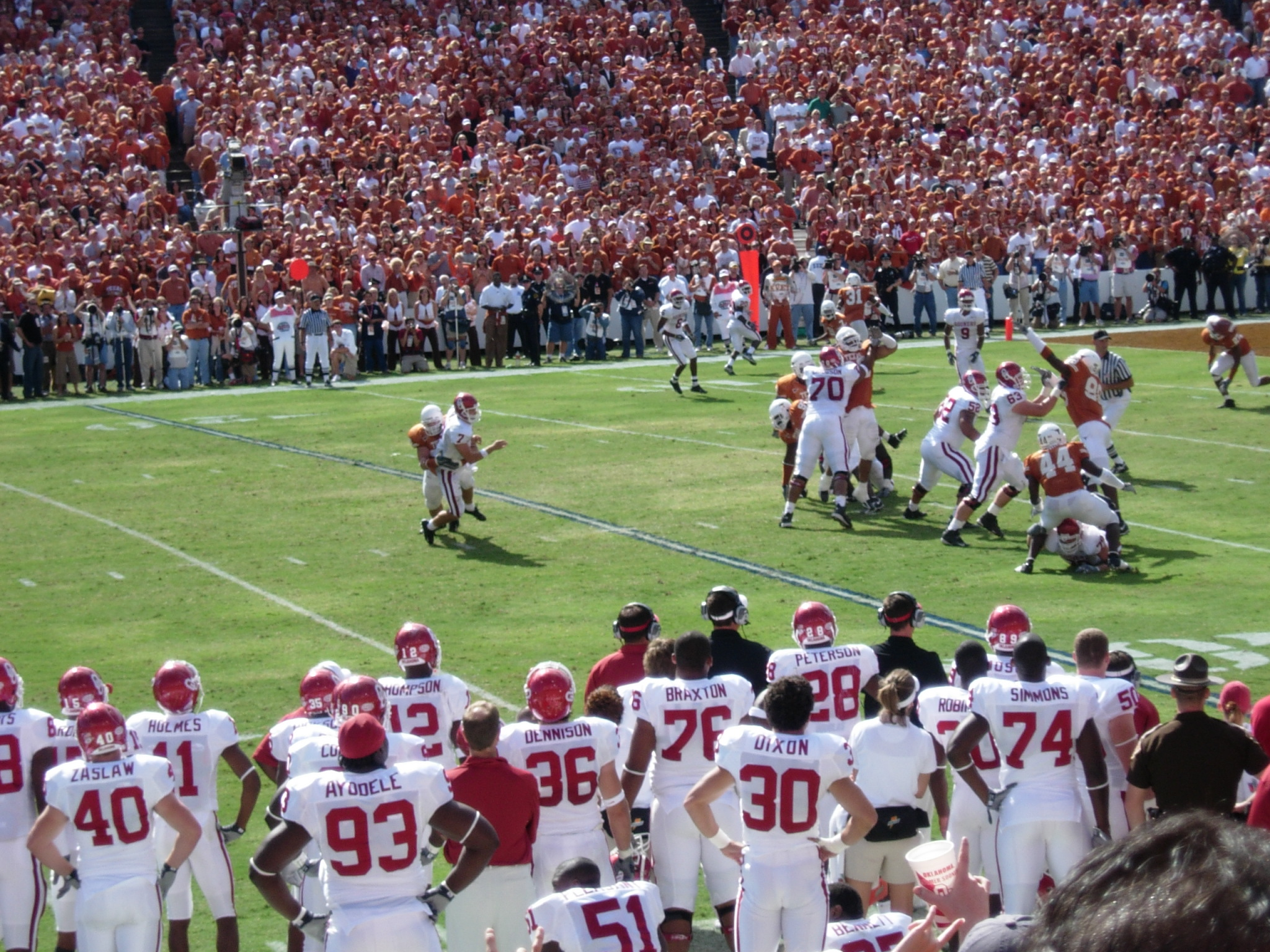
En 2005, vue de la pression effectuée par le defensive end Brian Robison (en) sur le quarterback d'Oklahoma, Rhett Bomar (en)
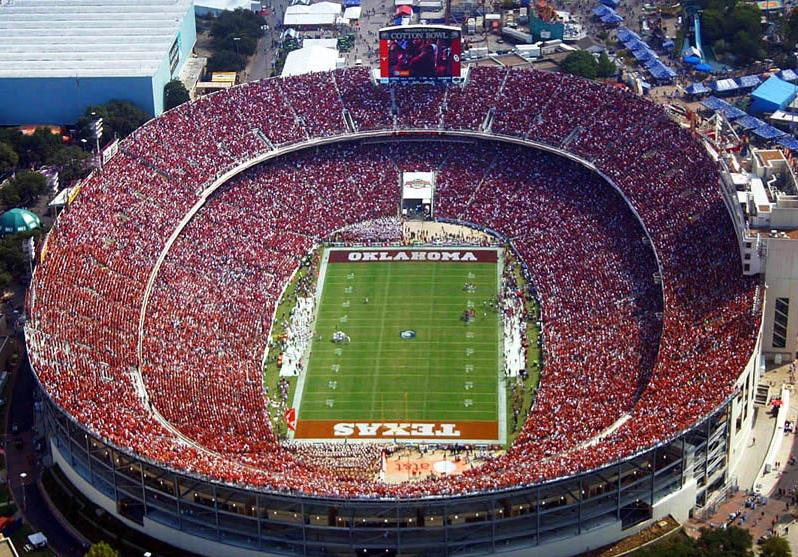
Le Cotton Bowl lors du match de rivalité de 2010

## Articles annexes
- Liste des matchs de rivalité en football américain universitaire de la NCAA